# Paraíba (Schiff)
Die Paraíba (Kennung: D-28) war eine Fregatte der Garcia-Klasse der brasilianischen Marine, die von 1989 bis 2002 in Dienst stand. Vorher stand das Schiff von 1965 bis 1988 als Davidson im Dienst der US-amerikanischen Marine.

## Geschichte
Der Bauauftrag für die spätere Paraíba wurde als USS Davidson (DE-1045) am 3. Januar 1962, als Geleitzerstörer der Garcia-Klasse, der US-amerikanischen Marine vergeben. Das Schiff wurde am 30. September 1963 bei der Avondale Shipyard in Westwego im US-Bundesstadt Louisiana auf Kiel gelegt. Der Stapellauf erfolgte am 2. Oktober 1964 und die Indienststellung am 1. Dezember 1965.
Die Außerdienststellung der Davidson erfolgte am 8. Dezember 1988. Sie wurde 1989 an die brasilianische Marine verkauft und dort am 25. Juli 1989 unter dem Namen Paraíba in Dienst gestellt. Am 26. Juli 2002 erfolgte die Außerdienststellung.
Die Paraíba versank auf dem Weg nach Indien, wohin sie zusammen mit ihrem Schwesterschiff der Paraná geschleppt wurde, um abgewrackt zu werden.